# 私とワルツを
「私とワルツを」（わたしとワルツを）は、鬼束ちひろの10枚目のシングル。

## 解説
2003年11月27日（木曜日）に発売された。作詞・作曲は鬼束ちひろ、編曲は羽毛田丈史。

オリジナル作品としては東芝EMI最後の作品。声帯結節による休養中にリリースされた。この作品も「いい日旅立ち・西へ」同様、本人稼動のプロモーション活動は行われなかった。

前作同様、カップリング曲のレコーディングを行っていなかったためアルバム『Sugar High』収録曲の「Rebel Luck」をカップリング曲として収録している。
曲名の読みは「わたしとワルツを」だが、歌い方は「あたしとワルツを」になっている。

## 収録曲
1. 私とワルツを [5:22]
  - 作詞・作曲：鬼束ちひろ／編曲：羽毛田丈史
  - テレビ朝日系木曜ドラマ『トリック3』主題歌

間奏にワルツのテンポを採り入れている。ちなみに、ドラマオンエアバージョンのレコーディングは声帯結節の手術前に、シングル収録バージョンのレコーディングは手術後に行われているため、歌い方が違う。また、編曲もシングル収録バージョンと異なる。プロモーションビデオは廃校になった学校の屋上で深夜撮影された。
2. Rebel Luck [4:22]
  - 作詞・作曲：鬼束ちひろ／編曲：羽毛田丈史

詳細はアルバム『Sugar High』の項目を参照のこと。前年のアルバムからのシングルカット。
3. 私とワルツを (Inst.) [5:19]

## 収録アルバム
私とワルツを
- 『the ultimate collection』
- 『SINGLES 2000-2003』
- 『"ONE OF PILLARS" 〜BEST OF CHIHIRO ONITSUKA 2000-2010〜』
- 『GOOD BYE TRAIN 〜ALL TIME BEST 2000-2013』

Rebel Luck
- 『Sugar High』